# Prawie w ciąży (film)
Prawie w ciąży – amerykański film komediowy z 1992 roku z udziałem Tanyi Roberts, Jeffa Conawaya i Joan Severance.

## Obsada
- Tanya Roberts – Linda Alderson
- Jeff Conaway – Charlie Alderson
- John Calvin – Gordon Mallory
- Joan Severance – Maureen Mallory
- Christopher Michael Moore – Ray Burns
- Dom DeLuise – Doctor Beckhard
- Angelo Tiffe – Frank Daniello

## Treść
Charlie i Linda Alderson nie mogą mieć dzieci. Badania lekarskie szybko ujawniają fakt, że sperma Charliego jest czymś anemicznym, słabym i chorym, co więcej lekarze nie dają nadziei, że może się to zmienić.
Ponieważ Linda bardzo chce dziecka, a ze względu na romantyczną naturę odrzuca ideę sztucznej inseminacji. Wpada na pomysł naturalnego zapłodnienia. Z całą otwartością ujawnia swój plan mężowi. Charlie jest zaszokowany, obrażony i poniżony, i zdecydowanie przeciwny pożyczeniu żony innemu facetowi, mimo że ma to być po prostu biznes. Zmienia zdanie, gdy Linda chce go porzucić.
Do roli "rozpłodowca" zostaje wybrany kumpel Charliego "od kieliszka", Gordon "Rip" Mallory, który ma pięcioro dzieci. Jego niemiły charakter okazuje się nie mieć znaczenia.
Rzecz nie odbywa się bez komplikacji. Linda zakochuje się w swym nowym partnerze. Gdy okazuje się, że Gordon ma podwiązane nasieniowody, Linda musi znaleźć inne rozwiązanie.